# Hyman-Brand Building
Pour les articles homonymes, voir Hyman et Brand.
L'Hyman-Brand Building est un bâtiment commercial américain dans le centre-ville d'Aspen, dans le Colorado. Il est inscrit au Registre national des lieux historiques depuis le 18 janvier 1985. Il accueille actuellement une boutique Dior.